# Cox Enterprises
Cox Enterprises ist ein US-amerikanisches Medienunternehmen mit Sitz in Atlanta, Georgia.

## Hintergrund
Das Unternehmen entwickelte sich aus der Zeitung Dayton Daily News, die der Schullehrer, Reporter und spätere Gouverneur von Ohio und Präsidentschaftskandidat James Middleton Cox 1898 in Dayton, Ohio, gründete.
Das Unternehmen hat 17 Tageszeitungen und 25 Wochenzeitungen und 15 regionale Fernsehsender. Die 48.000 Beschäftigten erwirtschafteten 2013 einen Umsatz von fast 16 Milliarden US-Dollar. Außerdem gehört Manheim Auctions, eines der größten Auktionshäuser im Automobilbereich zum Cox-Konzern.
Cox Enterprises wird von James C. Kennedy, einem Enkel von James M. Cox, geführt. Das Unternehmen ist in Familienbesitz. Die Hälfte ist im Besitz der Erben von Anne Cox Chambers, einer Tochter von James M. Cox. Die andere Hälfte gehört James C. Kennedy und Blair Kennedy Parry-Okeden, den Kindern ihrer 2007 verstorbenen Schwester Barbara Cox Anthony. Die Familie zählt damit zu den reichsten Amerikanern.

## Zeitungen (Auswahl)
- The Atlanta Journal-Constitution (Flaggschiff)
- Austin American-Statesman
- Dayton Daily News
- The Grand Junction Daily Sentinel
- The Nacogdoches Daily Sentinel
- The Greenville Daily Reflector
- Longview News-Journal
- The Lufkin Daily News
- The Marshall News Messenger
- The Middletown Journal
- The Palm Beach Daily News
- The Palm Beach Post
- The Rocky Mount Telegram
- The Springfield News-Sun
- Waco Tribune-Herald

## Radiostationen (Auswahl)
Die Radiostationen gehören der Cox Media Group. Nach der Deregulierung der Radiomärkte durch die FCC unter Präsident Bush sen. wurde es auch für Cox möglich, eine Reihe von Sendern auf einem Radiomarkt (Metropol-Aerea oder Großstadt) zu erwerben. Die Firma konzentriert sich auf folgende Märkte:

### Georgia

#### Atlanta Radiomarkt
- WSB Atlanta – Clear Channel Station(Flaggschiff)
  - WSB-FM Atlanta & WSB-TV Atlanta
- WALR-FM Atlanta
- WSBB-FM Atlanta
- WSRV FM Atlanta
- WTSH-FM Atlanta

### Ohio

#### Dayton Radiomarkt
- WHIO-AM Dayton
  - WHIO-FM Dayton & WHIO-TV Dayton
- WHKO Dayton, Ohio
- WZLR Dayton, Ohio

### Florida

#### Jacksonville Radiomarkt
- WOKV-FM & WOKV-AM Jacksonville
- WAPE-FM Jacksonville
- WEZI Jacksonville
- WJGL Jacksonville
- WXXJ Jacksonville

### Texas

#### Tusla Radiomarkt
- KRMG Tusla
- KWEN
- KRAV-FM
- KRMG-FM
- KJSR

#### San Antonio Radiomarkt
- KCYY
- KISS-FM
- KONO
- KONO-FM
- KTKX
- KSMG
- KKYX